# Prescott Townsend
Prescott Townsend (24 de junio de 1894 - 23 de mayo de 1973) de Roxbury, Massachusetts, era considerado un bohemio de sangre azul de Boston; hijo de Kate Wendell Sherman y Edward Britton Townsend; su madre era descendiente de ambos Myles Standish y bisnieta de Roger Sherman, uno de los padres fundadores de EE. UU.
Prescott fue arrestado el 29 de enero de 1943 por participar en un acto «lascivo y antinatural» y fue sentenciado a 18 meses de cárcel en Deer Island, en Massachusetts. Ningún miembro de su familia realizó alguna gestión para acortar su sentencia. El titular del 29 de enero de 1943 del periódico Mid-Town Journal fue «Miembro masculino 'dudoso' del culto del amor torcido de Bacon Hill sedujo a hombre joven» y un mes más tarde fue tachado oficialmente de los Social Register de Nueva York y Boston.
Se cree que Townsend fue el primer individuo que organizó una conversación pública sobre la homosexualidad en los EE. UU. y la primera persona que reconoció su homosexualidad en un discurso oficial el la legislatura del estado de Massachusetts, donde apremió a los legisladores a «legalizar el amor».
Más tarde fundaría la sección en Boston de la Mattachine Society, una organización si ánimo de lucro para educar al público sobre todos los aspectos de la homosexualidad, para asistir a los gais a superar los problemas relacionados con la homosexualidad, para efectuar cambios en las actitudes sociales hacia los gais y para asegurar la eliminación de las leyes discriminatorias contra los homosexuales en cuanto a vivienda, empleo y reunión.
Abrió el primer teatro en Beacon Hill y fue fundador del Provincetown Playhouse, donde se representaron por primera vez las obras de Eugene O'Neil.
Townsend, que había estado sufriendo de Parkinson, murió en 23 de mayo de 1973 en el apartamento de John Murray en Beacon Hill, que había estado cuidando de él en los últimos días de su vida. La policía indicó que «cuando encontraron el cuerpo, éste se encontraba de rodillas, rezando al lado de la cama.». De su extensa familia sólo una hermana, un sobrino y un sobrino nieto aparecieron en el funeral en la iglesia de Arlington Street.